# Titularbistum Kharput degli Armeni
Kharput degli Armeni war eine antike Stadt in Kleinasien, der heutigen Türkei.
Das Bistum Karput der Armenisch-Katholischen Kirche wurde am 1. Mai 1865 gegründet. 1926 zum Titularbistum Karput degli Armeni umgewandelt, und 1972 wurde das Titularbistum aufgelöst.
Bischöfe des Bistums Karput
- Efrem Estateos Tocmagi (1863–)
- Stefano Israelian (1866–)
- Avedis Arpiarian (1890–1898), als Avedis Bedros XIV. Arpiarian, (1931–1937) Patriarch der Armenisch-Katholischen Kirche

Siehe auch
- Liste der römisch-katholischen Titularbistümer

Weblinks
- Eintrag über Kharput degli Armeni auf catholic-hierarchy.org
- Eintrag über Bistum Karput auf catholic-hierarchy.org

Einzelnachweise
1. ↑  „Die Apostolische Nachfolge in Türkei, Asiatischer Teil“, Die Apostolische Nachfolge